# Amanita alliodora
Espèce
Amanita alliodora Pat. est une espèce de champignons du genre Amanita, présent à Madagascar et présumé vénéneux, selon les convictions des populations locales, ses similitudes morphologiques avec l'amanite phalloïde et son odeur caractéristique d'ail, qui permet de la rapprocher d'une autre espèce vénéneuse du Soudan[Laquelle ?].
Narcisse Théophile Patouillard décrit des spécimens issus Maromandia récoltés au mois de février sous les broussailles sur un sol gréseux. Son chapeau est charnu, convexe puis plan, nu, orbiculaire, non strié, glabre et sec. Il mesure 5 centimètres de diamètre et est coloré d'un gris-olivâtre, plus clair à la périphérie. Ses lames sont blanches, inégales, arrondies, réfringentes, lisses et mesurent de 7 à 8 µm de diamètre. Le pied est cylindrique, égal et blanc. Il mesure de 5 à 6 cm de haut pour 6 mm d’épaisseur. Il est glabre, finement strié au-dessus de l’anneau et facilement séparable. La volve est bulbeuse, blanche, membraneuse et à bord libre membraneux. Elle mesure 3 cm de haut sur 2,5 de large. L'anneau est blanc, pendant, membraneux, strié, à bord entier. L'ensemble du champignon dégage une odeur d’ail très nette, persistant même après plusieurs mois de dessiccation.